# Barwy narodowe

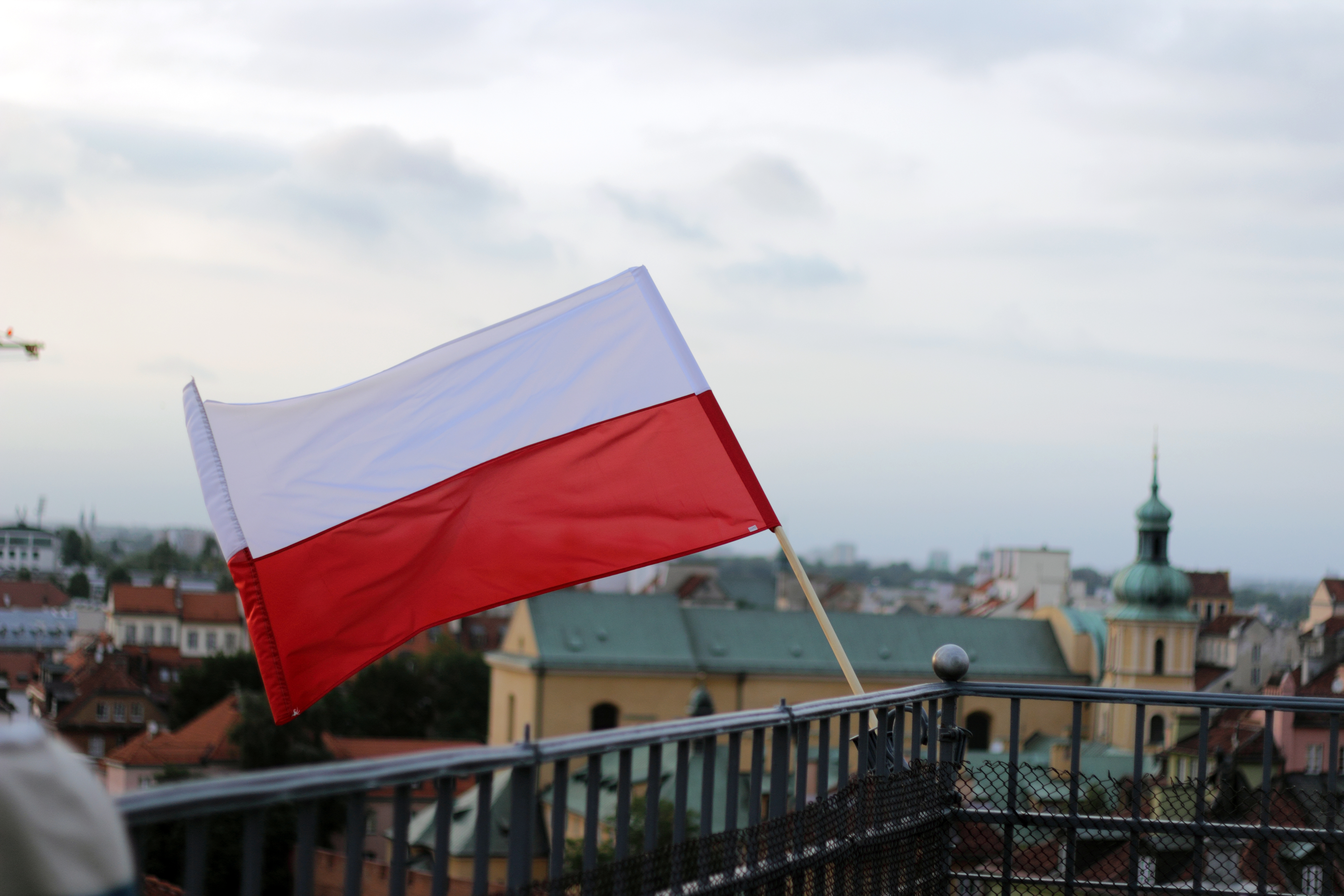
Barwy narodowe Polski - biel i czerwień - użyte na fladze państwowej

Barwy narodowe lub barwy państwowe (także l. poj. barwa) – rodzaj wizualnego symbolu narodowego, będącego najczęściej połączeniem dwóch lub kilku kolorów w postaci poziomych bądź pionowych pasów, kół lub innych pól. Barwy stanowią element flagi państwowej, ale mogą występować samoistnie na innych znakach państwowych (godło, ordery) czy w urzędowych publikacjach (np. szata graficzna stron internetowych). Barwy mogą stanowić symbol całego państwa, a w państwach federacyjnych – także jego części.

## Polskie barwy narodowe
Barwami Rzeczypospolitej Polskiej są kolory biały i czerwony, ułożone w dwóch poziomych, równoległych pasach tej samej szerokości, z których górny jest koloru białego, a dolny koloru czerwonego.